# Jean-Claude Passeron
Jean-Claude Passeron (* 26. November 1930 in Nizza) ist ein französischer Soziologe. Vor seiner Pensionierung war er Direktor der École des Hautes Études en Sciences Sociales (EHESS) in Marseille. Im deutschsprachigen Raum wurde Passeron durch seine bildungssoziologischen Forschungen bekannt, die er gemeinsam mit Pierre Bourdieu betrieben hatte.

## Leben
Passeron war Absolvent einer École normale supérieure, legte 1958 die Agrégation für Philosophie ab und wandte sich seit 1960 der Soziologie zu. Nach Assistententätigkeit an der Sorbonne und Lehraufträgen an der Universität Nantes, war Passeron an der Gründung der Reformuniversität Vincennes (Paris VIII) beteiligt, wo er auch Dozent wurde. Danach wirkte er als Forschungsleiter am Centre national de la recherche scientifique (CNRS), wo er mit Bourdieu zusammenarbeitete. Das bekannteste Ergebnis der gemeinsamen Arbeit wurde im deutschsprachigen Raum erstmals 1971 unter dem Titel Die Illusion der Chancengleichheit publiziert.
Später wechselte Passeron wieder nach Nantes, wo er als Abteilungsleiter an einem Forschungsinstitut arbeitete und 1980 habilitiert wurde. Bald darauf wechselte er an die EHESS in Marseille, deren Direktor er schließlich wurde. Auch nach der Trennung von Bourdieu blieb die Bildungssoziologie, neben der Kultursoziologie, ein Schwerpunkt Passerons.